# Ernst Schnabel
Ernst Georg Schnabel (* 26. September 1913 in Zittau; † 25. Januar 1986 in West-Berlin) war ein deutscher Schriftsteller und Pionier des Radio-Features sowie Rundfunkintendant.

## Leben
Ernst Schnabel war der Sohn eines Kaufmanns. Er besuchte die Fürstenschule St. Afra in Meißen, die er 1930 vorzeitig verließ. Von 1931 bis 1939 bereiste er als Seemann die Welt, teilweise auf Segelschiffen. Nachdem er 1936 mit dem Schreiben angefangen hatte, wirkte er 1937/38 zwischenzeitlich als Dramaturg am Zittauer Theater. Während des Zweiten Weltkrieges kommandierte er als Offizier der Kriegsmarine ein Geleitboot. Gegen Ende des Krieges verfasste er zusammen mit Helmut Käutner das Drehbuch zu dessen Film In jenen Tagen.
Von 1946 bis 1949 war Schnabel Chefdramaturg und später Leiter der Abteilung Wort beim Nordwestdeutschen Rundfunk (NWDR) in Hamburg. 1949/50 arbeitete er bei der BBC in London; von 1951 bis 1955 war er Intendant des Hamburger Funkhauses des NWDR. In dieser Zeit waren er und – durch Schnabel – der NWDR wichtige Unterstützer der Gruppe 47, zumal ihres 10. Treffens im Mai 1952 in Niendorf.
Es schloss sich eine Zeit als freier Schriftsteller an. Bemerkenswert ist sein Buch Anne Frank. Spur eines Kindes, das 1958 veröffentlicht und unter anderem ins Isländische übersetzt wurde. Er traf 1957 mehr als 40 Menschen, die in unterschiedlichster Weise Berührung mit Anne Frank gehabt hatten, und berichtete über ihre Erinnerungen an das Mädchen – angefangen in der frühesten Kindheit bis hin zu Weggefährten in den Konzentrationslagern. 
Von 1962 bis 1965 war er Mitarbeiter des Dritten Programms von NDR und SFB; ab 1965 leitete er die Literarische Illustrierte beim SFB-Fernsehen. 1970 endete seine Zeit beim Rundfunk, nachdem es zu einem zeitweiligen Zerwürfnis mit dem Intendanten des SFB Franz Barsig gekommen war. Ernst Schnabel lebte bis zu seinem Tod am 25. Januar 1986 als freier Schriftsteller in West-Berlin.
Ernst Schnabels frühe Werke waren Romane und Erzählungen aus der Welt der Seefahrt. So arbeitete er am Libretto zu Hans Werner Henzes szenischem Oratorium Das Floß der Medusa mit, das 1968 in Hamburg uraufgeführt werden sollte, was jedoch an Skandal und  Demonstrationen scheiterte. In den Fünfzigerjahren verlegte er sich auf die Bearbeitung antiker Stoffe, auf Reisereportagen und erzählende Werke über die Fliegerei. Seine stilistischen Vorbilder waren Joseph Conrad, Ernest Hemingway und Thomas Wolfe. Eine bedeutende Rolle spielte Ernst Schnabel als Pionier des Nachkriegshörspiels und Radio-Features im deutschsprachigen Raum, darunter das zweiteilige Radio-Feature „In Frieden leben“ – Ein Reisetagebuch aus Israel, in das Eindrücke einer Israel-Reise im Jahre 1959 mit längerem Aufenthalten in zwei Kibbuzim (Neʾot Mordechai und Sde Boker) eingingen.
Ernst Schnabel war Mitglied der Berliner Akademie der Künste, deren Sektion Dichtung er ab 1963 leitete, der Freien Akademie der Künste in Hamburg und von 1954 bis 1958 der Deutschen Akademie für Sprache und Dichtung.

## Auszeichnungen und Ehrungen
- 1957: Fontane-Preis
- 1958: Prix des Droits de l’Homme der UNESCO, für sein Buch über Anne Frank
- 1959: Heinrich-Stahl-Preis
- 1969: Kulturkreis der deutschen Wirtschaft, Kulturpreis

## Schriften

### Als Autor
- Die Reise nach Savannah. Hamburg 1939.
- Nachtwind. H. Goverts Verlag, Hamburg 1942.
- Schiffe und Sterne. Hamburg 1943.
- In jenen Tagen. Flensburg [u. a.] 1947 (zusammen mit Helmut Käutner).
- Thomas Wolfe. Hamburg 1947.
- Sie sehen den Marmor nicht. Hamburg 1949.
- Interview mit einem Stern. Hamburg 1951.
- Großes Tamtam. Hamburg 1952.
- Ein Tag wie morgen. Frankfurt 1952.
- Die Erde hat viele Namen. Hamburg 1955.
- Der sechste Gesang. Frankfurt am Main 1956.
- Anne Frank. Spur eines Kindes. Frankfurt am Main [u. a.] 1958.
- Ich und die Könige. Frankfurt am Main 1958.
- Fremde ohne Souvenir. Frankfurt am Main 1961.
- Das Floß der Medusa. München 1969 (UA 1968).
- Herme für Hanns Hartmann. Köln 1972.
- Die Nachrichten aus der Gesellschaft. Hurricane oder Schwierigkeiten mit der Fiktion. Berlin 1972.
- Auf der Höhe der Messingstadt. Zürich [u. a.] 1979.
- Hochwasser

 Artikel
- Japans Superexpress: Das Geschoss. In: Geo-Magazin, Jg. 1980, Heft 3, S. 102–114 (informativer Erlebnisbericht).

### Als Übersetzer
- Ernest Hemingway: Die fünfte Kolonne. Reinbek bei Hamburg 1969 (zusammen mit Elisabeth Plessen)
- Ernest Hemingway: Inseln im Strom. Reinbek bei Hamburg 1971 (zusammen mit Elisabeth Plessen)
- Ernest Hemingway: 49 Depeschen. Reinbek bei Hamburg 1969 (zusammen mit Elisabeth Plessen)
- William McFee: Die Morgenwache. Hamburg 1949 (zusammen mit Inés Lia Lübbert)
- Herman Melville: Moby-Dick. Hamburg 1946 (zusammen mit Theresia Mutzenbecher)